# Deformità di Haglund
La deformità di Haglund è una osteocondrosi caratterizzata da un'iperostosi localizzata nel calcagno posterolaterale.

## Eziologia
La causa principale è il continuo sfregamento della parte interessata, quindi anche un paio di scarpe alte con tacchi può portare alla lunga a questa deformazione. Inoltre può essere anche di tipo congenito (presente fin dalla nascita).

## Terapia
Il trattamento è di tipo conservativo (massaggi e utilizzo di un'ortesi), anche se spesso basta utilizzare un paio di scarpe aperte posteriormente. A volte, nei casi più gravi, si necessita dell'intervento chirurgico con escissione dell'infiammazione.
In ambito podologico, vengono anche utilizzati plantari con scarico mirato sul retropiede (materiali ammortizzanti) oppure tallonette in silicone.